# NGC 213
NGC 213 è una galassia a spirale barrata situata nella costellazione dei Pesci.

## Descrizione
La galassia ha una classe di luminosità I e presenta una larga riga a 21 cm dell'idrogeno neutro.
Data la sua luminosità superficiale pari a 14,14, NGC 213 può essere classificata come una galassia a bassa luminosità superficiale (nella letteratura in lingua inglese abbreviata in LSB, acronimo di low surface brightness). Le galassie LSB sono galassie di tipo diffuso (D) con una luminosità superficiale inferiore di almeno una magnitudine a quella del cielo notturno circostante.

## Scoperta
NGC 213 è stata scoperta il 14 ottobre 1784 dall'astronomo britannico di origine tedesca William Herschel.